# Maxxis
Maxxis è un marchio taiwanese di pneumatici, con sede a Yuanlin, interamente controllato da Cheng Shin Rubber.
Inizialmente l'azienda produceva solo pneumatici per biciclette; con la sua espansione, prima in Asia e poi a livello mondiale, si è aperta a nuovi segmenti; ora produce pneumatici per pullman, autobus, camion, motociclette, quad, kart e altro ancora.